# 安泰商業銀行
安泰商業銀行，簡稱安泰銀行，是臺灣的商業銀行之一，金融機構代號816，主要股東包括隆力集團、歐力士集團（ORIX Group）、瑞士再保險。目前全台營業據點合計50間，其中臺北市、新北市有30間分行，桃竹地區有8間分行，臺中市有5間分行，嘉南地區有3間分行，大高雄地區有4間分行。

## 發展歷史

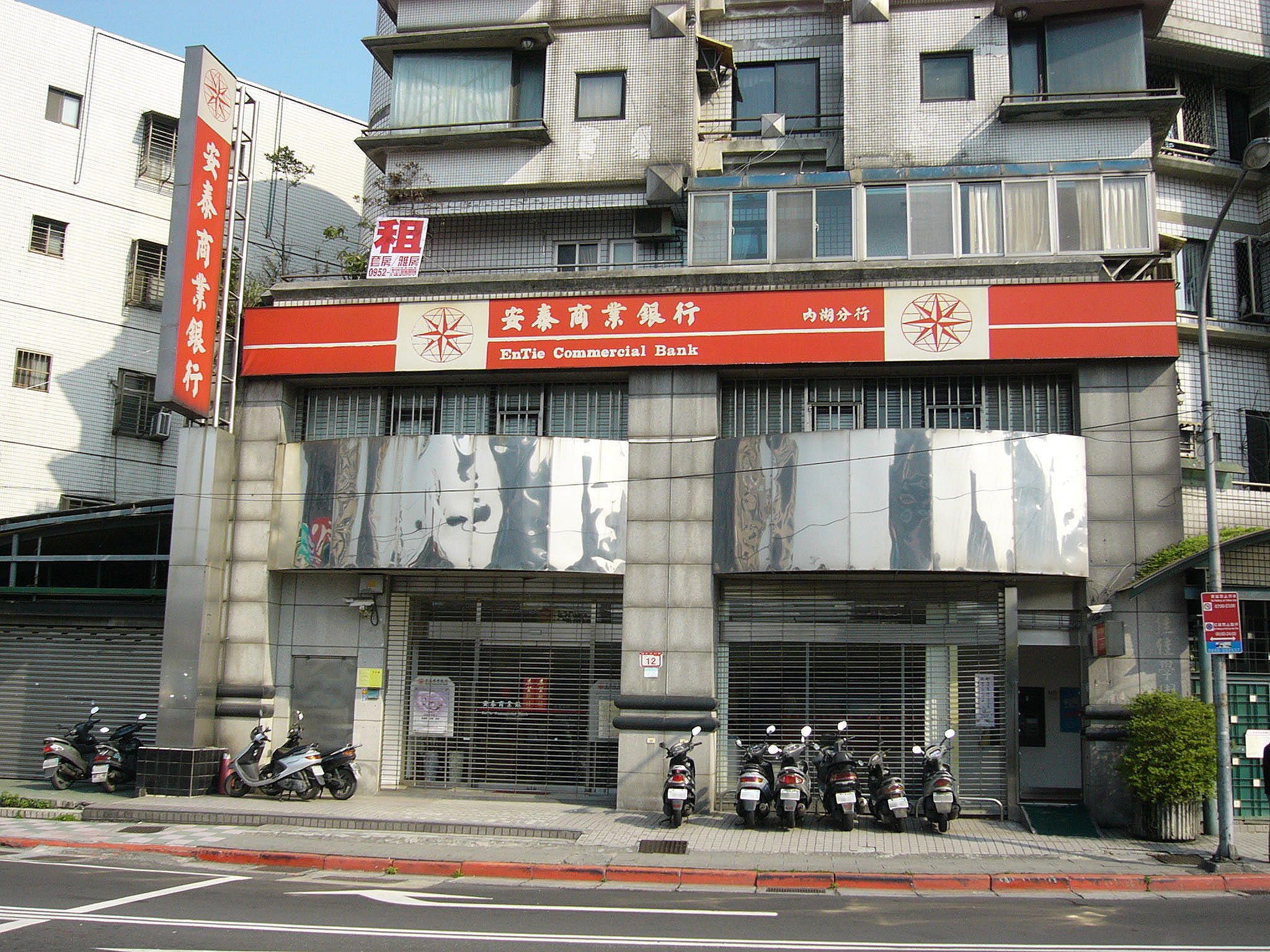
2011年的安泰商业银行台北内湖分行，招牌为第一代标志及企业形象

安泰銀行為1990年中華民國財政部開放民間成立商業銀行後，第二批於1991年提出申請成立的銀行、也是該年唯一提出申請成立的銀行，主要發起人宏泰建設是宏泰集團的核心企業；原先在1990年第一批新銀行申請時，原發起人曾參與申請成立「五洲商業銀行」，但財政部審查後認為發起人結構、資金來源及營業計畫皆有缺失，並未核准五洲商業銀行的成立。五洲商業銀行發起人團於1991年重新提出申請，安泰銀行於1993年4月15日開始營業，為台灣第16家新成立的銀行，企業識別標誌為宏泰集團標誌之紅色款。1995年12月27日，安泰銀行於中華民國證券櫃檯買賣中心股票上櫃。
1998年，安泰銀行以新台幣21億元概括承受台北市第七信用合作社，並於7月27日完成合併。1999年9月27日，安泰銀行於台灣證券交易所股票上市，股票代號2849。

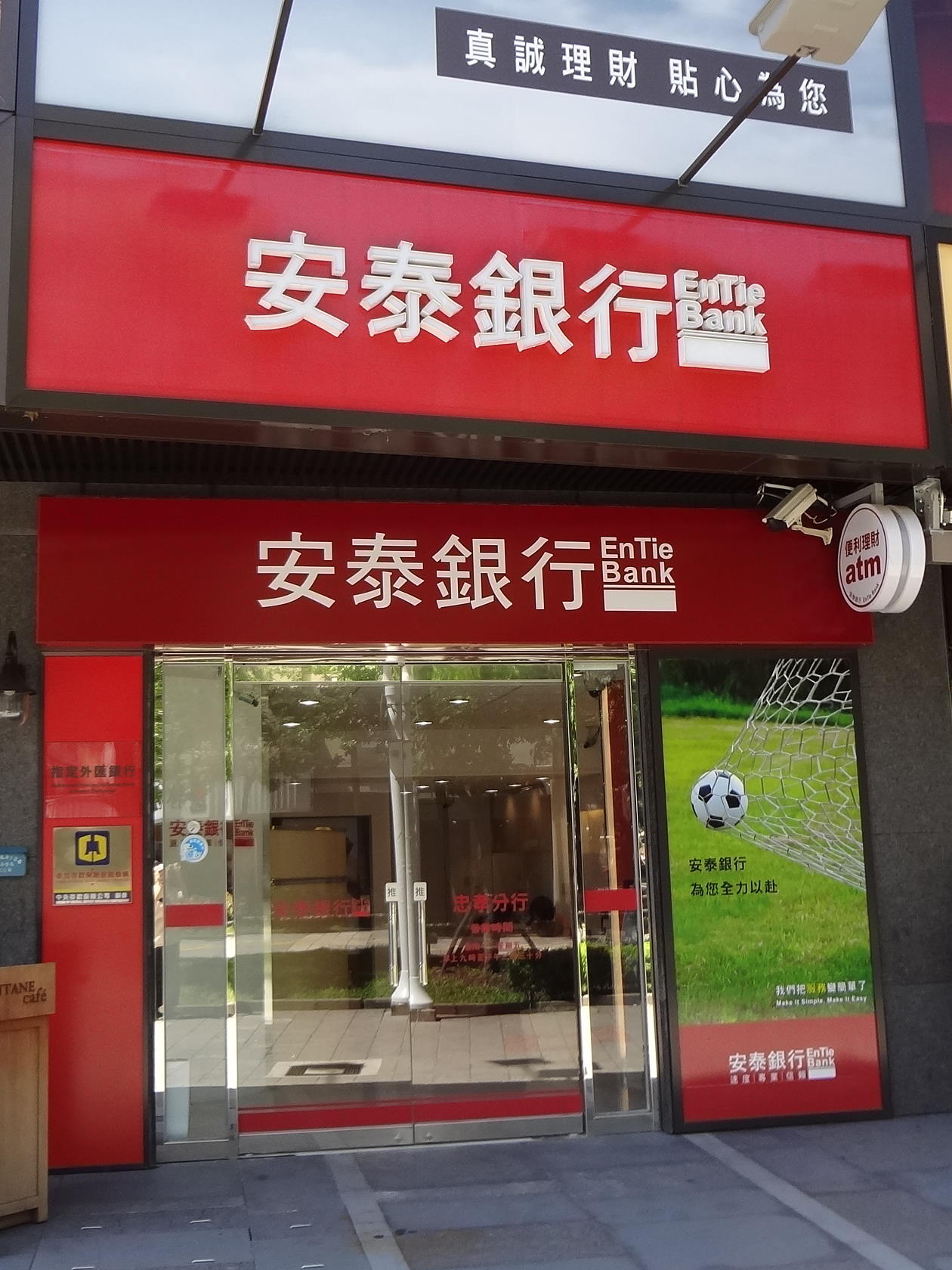
2013年，安泰銀行採用新企業識別標誌的忠孝分行

2007年11月，由於虧損面臨可能遭金管會接管，安泰銀行引進私募基金隆力集團（The Longreach Group），隆力集團以新台幣230億元取得安泰銀行50.1%股權並取得過半董事席位，安泰銀行成為第一間由外國私募基金取得經營權的本國銀行。此後，安泰銀行一度於2008年5月因每股淨值低於新台幣5元，被台灣證券交易所列為全額交割股；經過隆力集團積極整頓後，安泰銀行於2010年獲利達新台幣20億元，創成立以來新高，並首度發放股利給股東。
2012年5月28日，安泰銀行總部遷入台北101大樓40樓，空間設計採用新企業識別標誌的紅白色系。但是在部分分行仍然可以見到舊款企業識別標誌。
2021年10月14日，安泰銀行與國票金控共同宣布，安泰銀行將透過現金及特別股轉換，成為國票金控子公司。2022年1月27日，金管會以公司股東和董事支持度不夠，加以財務健全性、資金來源、併購綜效和員工安置計畫四大疑慮為由，否准本案。

## 外部連結
- 安泰商業銀行 （页面存档备份，存于）
- 官方粉絲團 （页面存档备份，存于）